# Танга (Росія)
Танга́ (рос. Танга) — село у складі Ульотівського району Забайкальського краю, Росія. Адміністративний центр Тангинського сільського поселення.

## Населення
Населення — 935 осіб (2010; 1107 у 2002).
Національний склад (станом на 2002 рік):
- росіяни — 99 %